# 남강고등학교
남강고등학교(南崗高等學校)는 대한민국 서울특별시 관악구 신림동에 위치한 사립 고등학교이다.

## 학교 연혁
- 1971년 9월 : 설립자 남강 은희을 선생 이사장 취임
- 1972년 12월 : 남강고등학교 설립 인가
- 1973년 3월 : 개교 및 초대 교장 이두식 선생 취임
- 1975년 10월 : 남강기념관 개관(연면적 1,581m2, 540석)
- 1976년 2월 : 제1회 졸업식 거행 (455명 졸업)
- 1976년 2월 : 설립자 은희을 선생 동상 제막
- 1985년 11월 : 체육관 준공 및 개관 (연면적 2,265m2)
- 1993년 6월 : 초대 교장 이두식 선생 흉상 제막
- 2008년 1월 : 제3대 은석형 이사장 취임
- 2022년 9월 : 제10대 교장 차상준 선생 취임
- 2023년 2월 : 제48회 졸업식 (205명, 누계 27,441명)

## 참고 자료
- 남강고등학교 - 한국교육학술정보원 학교알리미